# Kelurahan Kapuk
Kelurahan Kapuk är en administrativ by i Indonesien.   Den ligger i provinsen Jakarta, i den västra delen av landet, 13 km nordväst om huvudstaden Jakarta.